# Abisso Jeffrey
L’abisso Jeffrey è un abisso marino situato nella parte sudoccidentale dell'Oceano Indiano. Con i suoi 5.998 m di profondità è il punto più profondo del bacino sudaustraliano.

## Localizzazione geografica
L'abisso Jeffrey si trova nella parte nordoccidentale del bacino sudaustraliano, a sudovest del Golfo di Spencer e dell'Isola dei canguri, una piccola isola a sudovest della città australiana di Adelaide. A nord dell'abisso si apre la Grande Baia Australiana.
L'abisso si posiziona tra le coordinate 38°-39°S e 133°-134°W.